# Transition Technologies
Transition Technologies S.A. (TT, Grupa TT) – posiadająca polski kapitał grupa kapitałowa tworząca jeden z większych podmiotów działających w branży informatycznej w Polsce, istniejący od 1991 roku. Grupa dostarcza zaawansowane rozwiązania dla rynku energii, gazu, przemysłu 4.0 i bioinformatyki oraz zapewnia kompleksowy outsourcing usług IT i produkcji oprogramowania dla wielu światowych korporacji. Transition Technologies oferuje przede wszystkim autorskie systemy informatyczne, rozwiązania technologiczne oraz usługi informatyczne i inżynierskie.
Obecnie Grupa Transition Technologies prowadzi działalność w 14 krajach na 3 kontynentach. W skład Grupy wchodzi 7 spółek córek i 13 spółek zależnych, działających w wybranych obszarach rynkowych (m.in. przemysł, energetyka, rynki międzynarodowe, outsourcing lub zintegrowane projekty) i mających własne modele działania. Grupa zatrudnia ponad 2280 osób. W 2024 r. całkowite przychody spółek Grupy Transition Technologies wyniosły 820 mln zł.

## Historia
Przedsiębiorstwo zostało założone w 1991 r. w formie spółki z ograniczoną odpowiedzialnością i początkowo zajmowało się tłumaczeniem amerykańskiego oprogramowania przeznaczonego dla przemysłu. Wkrótce jednak rozpoczęło produkcję własnego oprogramowania, kierowanego głównie do branży energetycznej. W grudniu 2001 r. przedsiębiorstwo zostało przekształcone w spółkę akcyjną.
Spółka nawiązała współpracę z amerykańskim Parametric Technology Corporation (PTC), w rezultacie w lipcu 2006 r. powstał w Łodzi oddział świadczący na zasadzie outsourcingu usługi programistyczne i wsparcia technicznego dla klientów PTC. W tym samym roku nastąpiło otwarcie oddziału we Wrocławiu, a w maju 2007 r. – filii w Stanach Zjednoczonych.
Spółka decyzją Ministra Gospodarki w dniu 10 sierpnia 2010 r. spółka uzyskała status centrum badawczo-rozwojowego.
W lipcu 2013 r. nastąpiło wydzielenie spółki Promison Sp. z o.o.
W 2016 r. ze struktury Grupy zostają wydzielone kolejne dwie spółki Transition Technologies Managed Services Sp. z o.o. z siedzibą w Warszawie (obecnie Transition Technologies MS S.A.) oraz Transition Technologies PSC Sp. z o.o. z siedzibą w Łodzi (obecnie Transition Technologies PSC S.A.). W tym okresie Grupa wkraczała też na nowe rynki, m.in. w Europie i Azji.
Transition Technologies S.A. dało początek Grupie Transition Technologies.

## Działalność
Struktura Grupy Kapitałowej Transition Technologies z podziałem na główne obszary działalności:
- Transition Technologies MS S.A. (outsourcing usług IT),
- Transition Technologies PSC S.A. (transformacja cyfrowa, IoT, AR i AI),
- Transition Technologies - Advanced Solutions Sp. z o.o. (zarządzanie danymi, optymalizacja procesów, cyberbezpieczeństwo)
- Transition Technologies – Software Sp. z o.o. (usługi programistyczne i konsultingowe dla branży gazownictwa, energii oraz dla sektora publicznego),
- Transition Technologies - Control Solutions Sp. z o.o. (robotyka, automatyka, usługi inżynierskie i cyberbezpieczeństwo),
- Transition Technologies – Systems Sp. z o.o. (rozwiązania dla rynku energii, gazu i przemysłu),
- Promison Sp. z o.o. (usługi usług wdrożeniowe, obsługa systemów IT i dedykowanych projektów modernizacji infrastruktur IT, dostawa sprzętu informatycznego).

Grupa TT współpracuje z firmami: Adobe, Arrow ECS, Atlassian, Cisco, Citrix, Commvault, Dell, Doosan Robotics, EMC, Emerson, Hitachi Data Systems, Hewlett Packard Enterprise, IBM, Microsoft, Oracle, PTC, Red Hat, Salesforce, SAP, SAS Institute, Software AG, SparxSystems, VmWare.

## Nagrody
- W 2002 Polska Agencja Rozwoju Przedsiębiorczości przyznała przedsiębiorstwu nagrodę w konkursie „Polski Produkt Przyszłości” za cyfrową platformę optymalizacji wytwarzania energii elektrycznej[11].
- „Produkt Roku 2007” – dwa wyróżnienia, przyznane przez czytelników pisma Control Engineering Polska, za: Enterprise Server System II (ESSII) (w kategorii integracja danych i programów) oraz Stochastical Immunological Layer Optimizer (SILO) (w kategorii zaawansowane przetwarzanie i regulacja)[12].
- Firma trzykrotnie została ujęta w rankingu „Gazele Biznesu”.
- W raporcie Computerworld: Międzynarodowi, zeroemisyjni, skoncentrowani na nowych technologiach. Computerworld, 28 czerwca 2022. (pol.). Grupa Kapitałowa Transition Technologies została wskazana jako lider sektora IT dla energetyki w rankingu Computerworld TOP200 za rok 2021. Firma uzyskała wówczas pierwsze miejsce w kategorii: największy dostawca usług i rozwiązań IT dla sektora energetycznego w Polsce. Pozycję tę potwierdzono również w kolejnych edycjach raportu w latach 2022, 2023 i 2024.